# Drapeau du royaume de Yougoslavie
Le drapeau du royaume de Yougoslavie est le drapeau qui a accompagné cette nation depuis sa création jusqu'à sa disparition.

## Histoire
Adopté en 1918 par le royaume des Serbes, Croates et Slovènes, renommé en 1929 Royaume de Yougoslavie, ce drapeau reprend les couleurs panslaves adoptées par le Congrès panslave de Prague en 1848. Pendant la Seconde Guerre mondiale les partisans communistes ajoutèrent une étoile rouge au drapeau. Il est de nouveau adopté par la république fédérale de Yougoslavie dans des proportions différentes.

## Autres drapeaux et pavillons

Pavillon d'État du royaume de Yougoslavie.
Pavillon de la marine de guerre du royaume des Serbes, Croates et Slovènes entre 1918 et 1922.
Pavillon de la marine de guerre à partir de 1922.
Étendard du roi des Serbes, Croates et Slovènes, puis du roi de Yougoslavie de 1922 à 1937.
Étendard du roi de Yougoslavie à partir de 1937.
Étendard du régent de Yougoslavie à partir de 1937 à 1941.

## Banovine de Croatie
En 1939 la banovine de Croatie nouvellement créée adopte son propre drapeau.

Drapeau et pavillon civil de la banovine de Croatie (1939-1941).
Drapeau et pavillon d'État de la banovine de croatie (1939-1941).